# Pojuca
Pojuca is een gemeente in de Braziliaanse deelstaat Bahia. De gemeente telt 32.225 inwoners (schatting 2009).

## Aangrenzende gemeenten
De gemeente grenst aan Araçás, Catu, Itanagra, Mata de São João en São Sebastião do Passé.